# Rémelfang

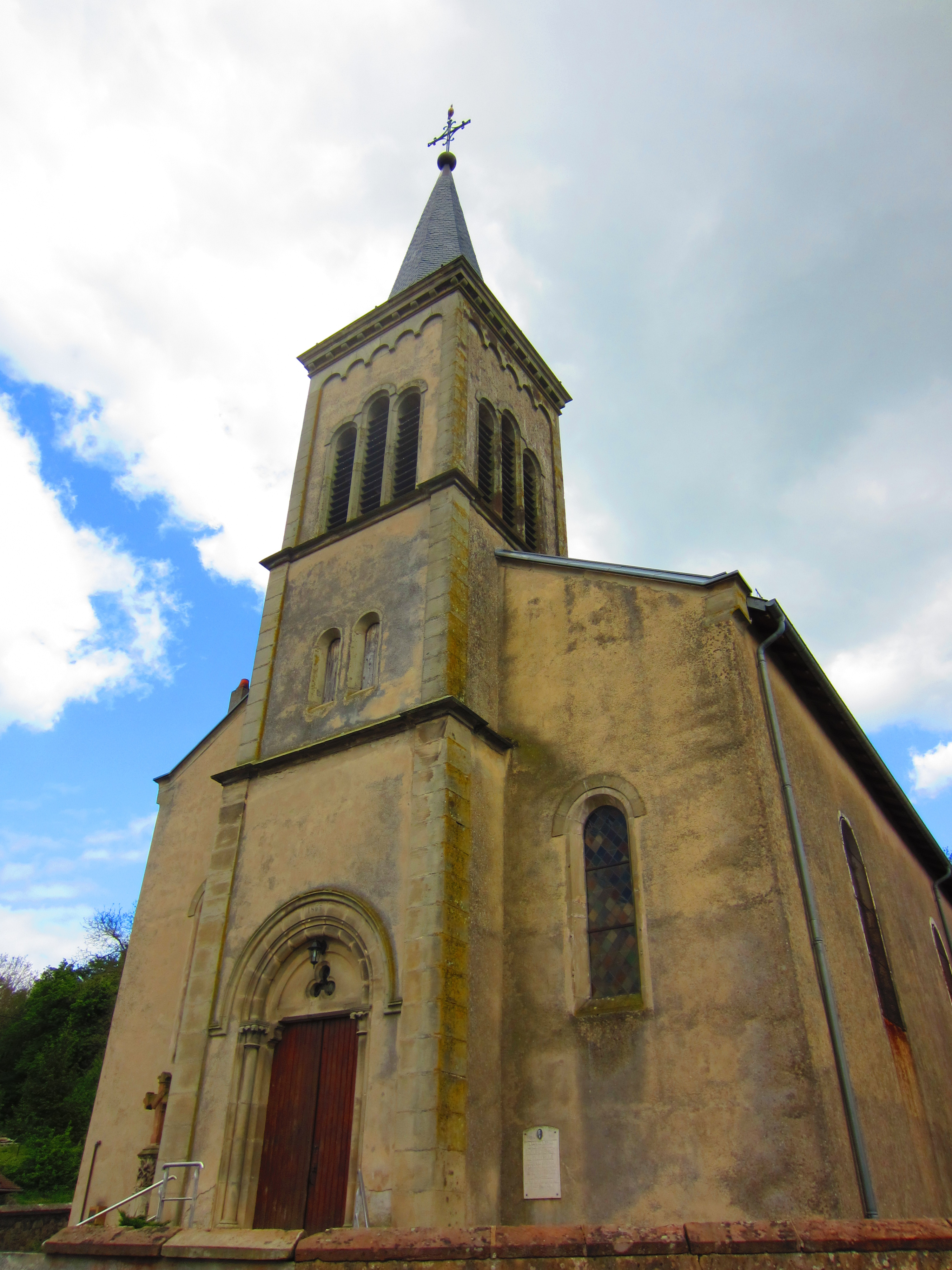
Kirche St. Nikolaus

Rémelfang (deutsch Remelfangen) ist eine französische Gemeinde mit 144 Einwohnern (Stand 1. Januar 2022) im Département Moselle in der Region Grand Est (bis 2015 Lothringen).

## Geographie
Der Ort liegt in Lothringen an der rechten Seite der Nied, 32 Kilometer nordöstlich von Metz, elf  Kilometer nördlich von Boulay-Moselle  (Bolchen) und  3½ Kilometer südwestlich von Bouzonville (Busendorf).

## Geschichte
Der Ort wurde erstmals 1179 als Ramelfinga erwähnt, dann als Rimelvanges (1235) und Rumelfingen (1501). Das Dorf gehörte früher zum Herzogtum Lothringen im Heiligen Römischen Reich und war einst von der Abtei Mettlach abhängig.
Durch den Frankfurter Frieden vom 10. Mai 1871 kam das Gebiet an das deutsche Reichsland Elsaß-Lothringen, und das Dorf wurde dem Kreis Bolchen im Bezirk Lothringen zugeordnet. Die Dorfbewohner betrieben Getreide-, Obst- und Weinbau; auf der Gemarkung war ein Gipsbruch.
Nach dem Ersten Weltkrieg musste die Region aufgrund der Bestimmungen des Versailler Vertrags 1919 an Frankreich abgetreten werden. Im Zweiten Weltkrieg war die Region von der deutschen Wehrmacht besetzt, und die Gemeinde stand bis 1944 unter deutscher Verwaltung.

### Bevölkerungsentwicklung
| Jahr                       | 1962 | 1968 | 1975 | 1982 | 1990 | 1999 | 2009 | 2019 |
| Einwohner                  | 157  | 139  | 147  | 161  | 153  | 154  | 133  | 147  |
| Quellen: Cassini und INSEE |      |      |      |      |      |      |      |      |

## Wappen
Das Gemeindewappen bezeugt die frühere Herrschaft der Kastellanei von Bolchen (Kreuz); die drei goldenen Kugeln erinnern an den Heiligen Nikolaus, den Schutzpatron der Gemeinde.

## Sehenswürdigkeiten
- Kirche St. Nikolaus (Saint-Nicolas) von 1865